# Argidia tomyris
Argidia tomyris är en fjärilsart som beskrevs av Pieter Cramer 1779. Argidia tomyris ingår i släktet Argidia och familjen nattflyn. Inga underarter finns listade i Catalogue of Life.

## Bildgalleri

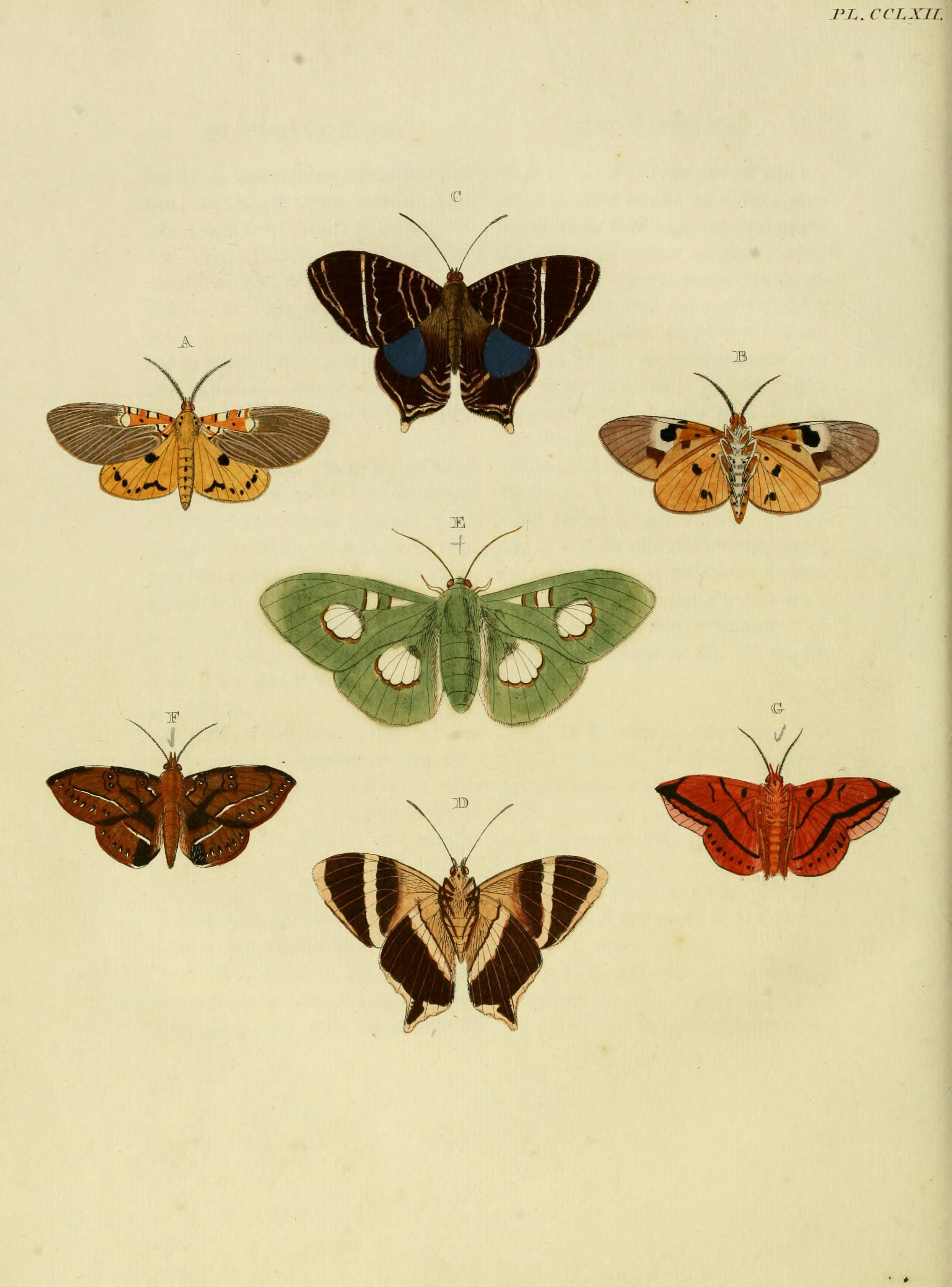